# Lepthyphantes rimicola
Lepthyphantes rimicola este o specie de păianjeni din genul Lepthyphantes, familia Linyphiidae, descrisă de Lawrence, 1964. Conform Catalogue of Life specia Lepthyphantes rimicola nu are subspecii cunoscute.